# Agrostophyllum
Agrostophyllum je rod epifitskih orhideja sa zapadnopacifičkih otoka, dijelova jugoistočne Azije i Madagaskara. Pripada mu preko 130 vrsta.
Rod je opisan 1825. i smješten u podtribus Agrostophyllinae, dio tribusa Vandeae.
.

## Vrste
1. Agrostophyllum acuminatum Ormerod
2. Agrostophyllum acutum Schltr.
3. Agrostophyllum alticola Ormerod
4. Agrostophyllum ambangense Ormerod
5. Agrostophyllum amboinense J.J.Sm.
6. Agrostophyllum appendiculoides Schltr.
7. Agrostophyllum arabukanum Ormerod
8. Agrostophyllum aristatum Kores
9. Agrostophyllum asahanense Ormerod
10. Agrostophyllum atrobrunneum Ormerod
11. Agrostophyllum atrovirens J.J.Sm.
12. Agrostophyllum barkeri Ormerod
13. Agrostophyllum beleense Ormerod
14. Agrostophyllum bialatum Ormerod
15. Agrostophyllum bilobolabellatum Gilli
16. Agrostophyllum bimaculatum Schltr.
17. Agrostophyllum boeeanum Ormerod
18. Agrostophyllum brachiatum J.J.Sm.
19. Agrostophyllum brassii Ormerod
20. Agrostophyllum brevipes King & Pantl.
21. Agrostophyllum callosum Rchb.f.
22. Agrostophyllum carex Ormerod
23. Agrostophyllum carrianum Ormerod
24. Agrostophyllum cheirophyton Ormerod
25. Agrostophyllum clausum Ormerod
26. Agrostophyllum compressum Schltr.
27. Agrostophyllum crassicaule Schltr.
28. Agrostophyllum crassilabium Ormerod
29. Agrostophyllum curvilabre J.J.Sm.
30. Agrostophyllum curvum Ridl.
31. Agrostophyllum cyatheicola Schuit. & de Vogel
32. Agrostophyllum cyathiforme J.J.Sm.
33. Agrostophyllum cycloglossum Schltr.
34. Agrostophyllum cyclopense J.J.Sm.
35. Agrostophyllum daymanense Ormerod
36. Agrostophyllum dewildeorum Ormerod
37. Agrostophyllum dicksoniae Ormerod
38. Agrostophyllum dischorense Schltr.
39. Agrostophyllum djaratense Schltr.
40. Agrostophyllum dolychophyllum Schltr.
41. Agrostophyllum earinoides Schltr.
42. Agrostophyllum edanoanum Ormerod
43. Agrostophyllum elatum Schltr.
44. Agrostophyllum elmeri Ames
45. Agrostophyllum elongatum (Ridl.) Schuit.
46. Agrostophyllum emwoodiae Ormerod
47. Agrostophyllum fibrosum J.J.Sm.
48. Agrostophyllum flavidum Phukan
49. Agrostophyllum flexuosum Ormerod
50. Agrostophyllum formosanum Rolfe
51. Agrostophyllum fragrans Schltr.
52. Agrostophyllum gahavisukae Ormerod
53. Agrostophyllum galeandrae Ormerod
54. Agrostophyllum globiceps Schltr.
55. Agrostophyllum globigerum Ames & C.Schweinf.
56. Agrostophyllum glumaceum Hook.f.
57. Agrostophyllum graminifolium Schltr.
58. Agrostophyllum grandiflorum Schltr.
59. Agrostophyllum grubbianum Ormerod
60. Agrostophyllum habbemense Ormerod
61. Agrostophyllum huonense Ormerod
62. Agrostophyllum inflatum Ormerod
63. Agrostophyllum inocephalum (Schauer) Ames
64. Agrostophyllum javanicum Blume
65. Agrostophyllum kairoanum Ormerod
66. Agrostophyllum kaniense Schltr.
67. Agrostophyllum kerenganum Ormerod
68. Agrostophyllum korubunense Ormerod
69. Agrostophyllum kusaiense Tuyama
70. Agrostophyllum lamellatum J.J.Sm.
71. Agrostophyllum lampongense J.J.Sm.
72. Agrostophyllum laterale J.J.Sm.
73. Agrostophyllum latilobum J.J.Sm.
74. Agrostophyllum laxum J.J.Sm.
75. Agrostophyllum leucocephalum Schltr.
76. Agrostophyllum leytense Ames
77. Agrostophyllum libanoanum Ormerod
78. Agrostophyllum lisowskii Ormerod
79. Agrostophyllum loheri Ormerod
80. Agrostophyllum longifolium (Blume) Rchb.f.
81. Agrostophyllum longinode Ormerod
82. Agrostophyllum longivaginatum Ames
83. Agrostophyllum luzonense Ames & Quisumb.
84. Agrostophyllum macrocephalum Schltr.
85. Agrostophyllum majus Hook.f.
86. Agrostophyllum maliauense Ormerod
87. Agrostophyllum malindangense Ames
88. Agrostophyllum mangkutanae Ormerod
89. Agrostophyllum megalurum Rchb.f.
90. Agrostophyllum merrillii Ames
91. Agrostophyllum militare Ormerod
92. Agrostophyllum milneanum Ormerod
93. Agrostophyllum mindanense Ames
94. Agrostophyllum montanum Schltr.
95. Agrostophyllum montis-jayanum Ormerod
96. Agrostophyllum mucronatum J.J.Sm.
97. Agrostophyllum myrianthum King & Pantl.
98. Agrostophyllum neoguinense Kittr.
99. Agrostophyllum nidus-avis Ormerod
100. Agrostophyllum niveum Schltr.
101. Agrostophyllum occidentale Schltr.
102. Agrostophyllum oliganthum Schltr.
103. Agrostophyllum paniculatum J.J.Sm.
104. Agrostophyllum papuanum Schltr.
105. Agrostophyllum parviflorum J.J.Sm.
106. Agrostophyllum patentissimum J.J.Sm.
107. Agrostophyllum pelorioides Schltr.
108. Agrostophyllum philippinense Ames
109. Agrostophyllum planicaule (Wall. ex Lindl.) Rchb.f.
110. Agrostophyllum potamophila Schltr.
111. Agrostophyllum reeveanum Ormerod
112. Agrostophyllum ridleyanum Ormerod
113. Agrostophyllum rigidifolium Ridl.
114. Agrostophyllum saccatilabium Ames & Quisumb.
115. Agrostophyllum saccatum Ridl.
116. Agrostophyllum sepikanum Schltr.
117. Agrostophyllum simile Schltr.
118. Agrostophyllum spicatum Schltr.
119. Agrostophyllum spinuliferum Ormerod
120. Agrostophyllum stenophyllum Schltr.
121. Agrostophyllum stipulatum (Griff.) Schltr.
122. Agrostophyllum subacuminatum Ormerod
123. Agrostophyllum sumatranum Schltr. & J.J.Sm.
124. Agrostophyllum superpositum Schltr.
125. Agrostophyllum torricellense Schltr.
126. Agrostophyllum trifidum Schltr.
127. Agrostophyllum triquetrum Ormerod
128. Agrostophyllum uniflorum Schltr.
129. Agrostophyllum urdanetae Ormerod
130. Agrostophyllum vanhulstijnii J.J.Sm.
131. Agrostophyllum ventricosum J.J.Sm.
132. Agrostophyllum verruciferum Schltr.
133. Agrostophyllum vulcanicum Ormerod
134. Agrostophyllum wagiribuanum Ormerod
135. Agrostophyllum woitapense Ormerod
136. Agrostophyllum yanemense Ormerod
137. Agrostophyllum zeylanicum Hook.f.